# Danijela Nikić
Danijela Nikić (ur. 6 lutego 1987 w Kupresie) – serbska siatkarka pochodzenia bośniackiego, grająca na pozycji środkowej.

## Kariera
W latach 2004–2010 występowała w OK Subotica, z którym w sezonie 2009/10 sięgnęła po srebrny medal mistrzostw Serbii. Przez kolejne dwa sezony (2010–2012) broniła barw Vizury Belgrad. W 2011 po raz kolejny wywalczyła wicemistrzostwo Serbii. Sezon 2012/13 spędziła w Grecji, w drużynie A.O. Markopoulo Revoil. W sezonie 2013/14 występowała w ORLEN Lidze, w drużynie Aluprofu Bielsko-Biała.

## Sukcesy klubowe
Mistrzostwo Serbii:
- 2008
- 2010, 2011
- 2005, 2012

Mistrzostwo Hiszpanii:
- 2015

Mistrzostwo Austrii:
- 2017

Mistrzostwo Kazachstanu:
- 2018